# Гай Гельвій Цинна
Гай Гельвій Цинна (лат. Gaius Helvius Cinna; ? — 44 до н. е.) — давньоримський поет, представник літературної течії неотериків.

## Життєпис
Походив з роду вершників Гельвіїв. Про молоді роки мало відомостей. Цинна належав до заможної частини римського суспільства. Замолоду став товаришем Катулла. У 57 році до н. е. вони разом супроводжували Гая Мемія до Малої Азії, де останній повинен був очолити провінцію Віфінія та Понт. Втім через погане ставлення до свого оточення з боку Мемія спочатку його пост залишив Катулл, а потім й Цинна.
По поверненню до Риму займався політичними справами, був критично налаштований до Цезаря. У 44 році до н. е. його обрано народним трибуном. У цьому ж році Гельвія було вбито натовпом, який почув звістку про вбивство Цезаря. Гая Цинну переплутали із змовником Луцієм Корнелієм Цинною, претором цього ж року.

## Творчість
Єдиним твором Гельвія була поема «Смірна», в якій оповідалося про кохання царівни Смірни до свого батька. Гай Гельвій Цинна працював над нею з 64 до 55 року до н. е. Її дуже вихваляв Катулл. Втім до неї досить критично ставилися Квінтиліан та Марціал.